# カワサキ・三輪電動ビークル「J」
三輪電動ビークル「J」（さんりんでんどうビーグル ジェイ）は、川崎重工業が2013年の東京モーターショーに参考出品した三輪のコンセプトカーである。
地上蓄電設備や太陽光発電、風力発電といった自然エネルギーの出力安定化に役立つ電池制御技術をアピールするために出品された。

## 概要
Jは高速充放電が可能な大容量ニッケル水素電池「GIGACELL」を搭載した前二輪-後一輪のトライクである。カワサキでは都市型モビリティコンセプトと呼称している。
前輪の幅を変えることで1台で2つのライディングが可能となり、幅を狭めるとオートバイに近い状態となりマシンと一体になるスポーツモード、幅を広めると全地形対応車に近い状態となりリラックスしてシティライディングを楽しむコンフォートモードとなる。